# 上東野村
上東野村（かみひがしのむら）は、かつて岐阜県揖斐郡にあった村である。
現在の揖斐郡揖斐川町上東野に該当する。
江戸時代の村名は「東野村」であったが、明治になり「上東野村」に改称している。これは同じ池田郡に同音同名の「東野村」（現・池田町下東野）があったためである。
池田郡の村であったが、後に揖斐郡の村となった。

## 歴史
- 1874年（明治7年） - 東野村が上東野村に改称する。
- 1889年（明治22年）7月1日 - 町村制により上東野村が発足。
- 1897年（明治30年）4月1日[2] - 池田郡が大野郡の一部と合併して揖斐郡となる。当村は揖斐郡の所属となる。
- 1897年（明治30年）4月1日 - 小島村、上野村、岡村、和田村、市場村、瑞岩寺村、白樫村、新宮村、黒田村が合併し、改めて小島村が発足。同日上東野村廃止。